# Athrixia capensis
Athrixia capensis là một loài thực vật có hoa trong họ Cúc. Loài này được Ker Gawl. mô tả khoa học đầu tiên năm 1823.